# Aldo Silva do Espírito Santo
Aldo Silva do Espírito Santo, mais conhecido como Aldo (Macapá, 7 de setembro de 1957), é um ex-futebolista brasileiro que atuava como lateral-direito. Atualmente trabalha como assessor de esporte do Governo do Estado do Amapá.

## Carreira
Aldo foi revelado pelo Esporte Clube Macapá em 1976, se destacando depois pelo Paysandu Sport Club de Belém entre 1977 e 1981, chamando a atenção do  Fluminense, onde sagrou-se campeão brasileiro de 1984 e tricampeão carioca entre 1983 e 1984. Após a passagem pelo Flu, jogou no Vitória da Bahia em 1988, Sport Club do Recife em 1989 e 1990, Tuna Luso em 1991, e novamente jogou pelo Paysandu, onde encerrou a sua carreira.
Em 1981 o Fluminense jogou contra o Paysandu pelo Campeonato Brasileiro no Maracanã e Aldo fez uma grande partida, ele que já vinha sendo observado por habitualmente municiar muitos gols do clube paraense. Para obter o seu passe, o Fluminense negociou com o Paysandu em definitivo os passes do zagueiro Ademilton, do goleiro Mário, dos meias Roque e Klebinho, além do lateral Zezinho, mais os empréstimos de outros dois jogadores com passes fixados, o goleiro Braulino e médio volante Samuel, mais uma compensação financeira. Com 20 minutos de jogo, Aldo entrara 3 vezes em diagonal com muita velocidade na frente ao gol do Fluminense.
Aldo jogou no Fluminense de 1982 a 1987, atuando em 211 partidas, com 106 vitórias, 65 empates e 40 derrotas, marcando 14 gols.
É irmão do também futebolista Bira, centroavante que se destacou principalmente no Internacional-RS, onde como seu irmão sagrou-se campeão brasileiro, no seu caso, anteriormente, no ano de 1979.

## Caçador de Urubu
No dia de dezembro de 1983, o clássico Fla-Flu definiria o campeão carioca, quando a partida começa torcedores do Flamengo jogam um urubu, mascote do clube, dentro do campo do Maracanã. O árbitro Arnaldo Cezar Coelho paralisa o jogo para a retirada do animal, porém os funcionários do estádio não conseguem capturar o animal, que voa e corre toda vez que alguém se aproxima, isso leva a torcida do Flamengo vibrar toda vez que o urubu escapa, o zagueiro Ricardo Gomes cerca então o animal e Aldo captura o urubu levantando a torcida do Fluminense, esse episódio gerou o apelido de caçador de urubu ao lateral, e o Fluminense vence a partida por 1 a 0.

## Seleção Brasileira
Aldo foi convocado para a Seleção Brasileira em 1985, e iria começar os preparatórios para a Copa do Mundo de 1986 quando quebrou a tíbia e acabou afastado do elenco.

## Principais títulos
Macapá
- Torneio Integração da Amazônia: 1975[11]

Fluminense
- Campeonato Carioca: 1983, 1984 e 1985
- Campeonato Brasileiro: 1984
- Taça Guanabara: 1983 e 1985
- Torneio de Seul: 1984
- Torneio de Paris: 1987
- Copa Kirin: 1987
- Trofeo de La Amistad (Paraguai) : 1984 (Club Cerro Porteño x Fluminense)
- Taça Amizade dos Campeões (Luanda, Angola): 1985 (Petro Atlético x Fluminense)
- Taça Independência (DF)- (Taguatinga versus Fluminense): 1982
- Troféu ACB - 75 anos (Fluminense x Bangu): 1982
- Taça Associação dos Cronistas Esportivos: 1983
- Taça O GLOBO - (Flu x Corinthians): 1983
- Troféu Gov. Geraldo Bulhões - 1984
- Taça Francisco Horta - (Flu x Santo  André): 1984
- Troféu Prefeito Celso Damaso - 1985
- Taça Sollar Tintas (Fluminense x America): 1985
- Taça 16 anos da Tv Cultura - (Avaí x Fluminense): 1986
- Troféu Governo Miguel Abraão: 1987
- Troféu Lions Club - (Fluminense x Vasco): 1987

Paysandu
- Campeonato Paraense: 1980 e 1981